# 게필테 피슈

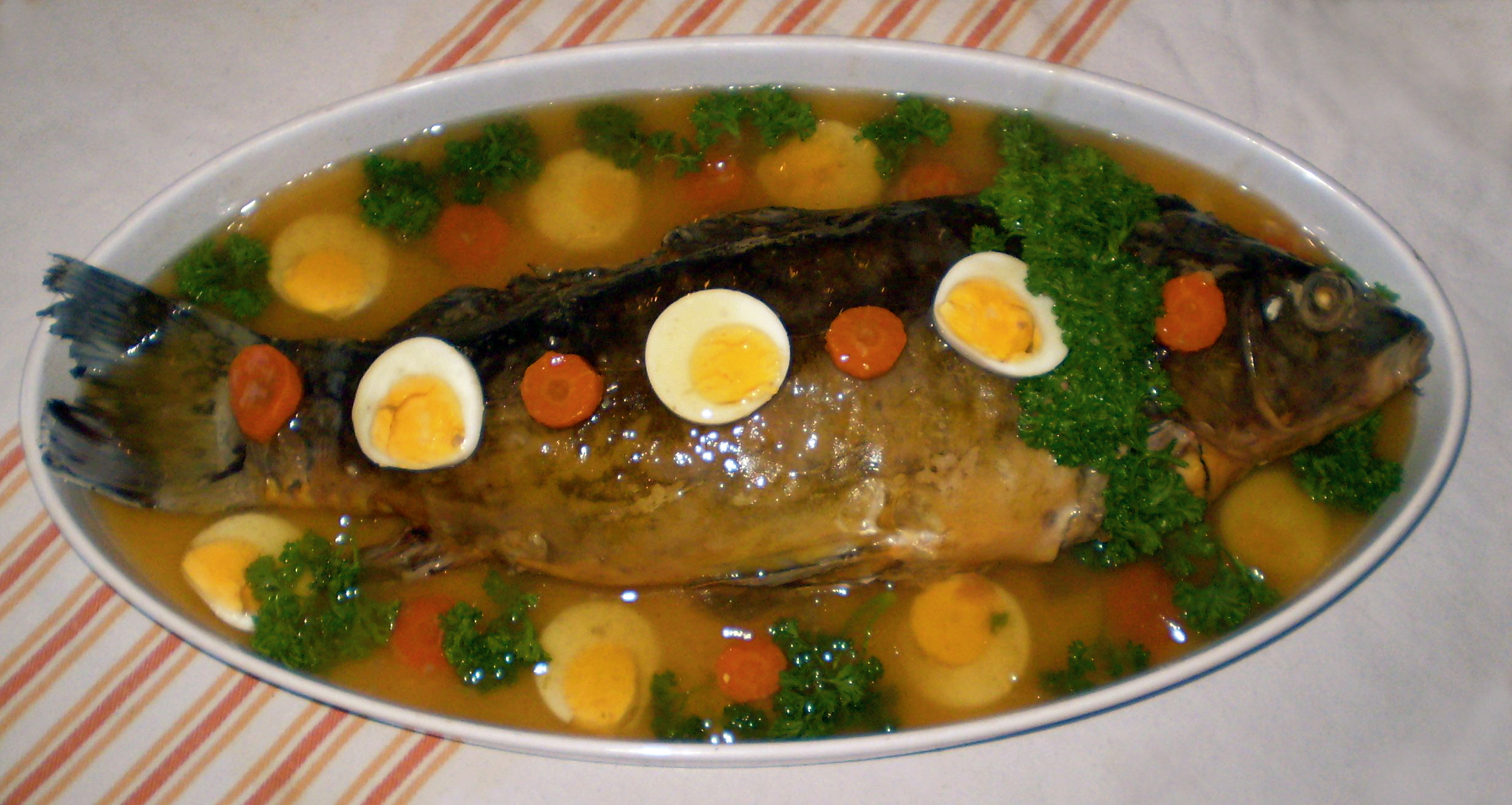
게필테 피슈

게필테 피슈(이디시어: געפילטע פיש)는 송어, 잉어 따위에 달걀, 양파 등을 섞어 수프로 끓은 유대 요리이다.

## 같이 보기
- 어묵
- 폴란드 요리
- 이스라엘 요리
- 유대 요리
- 가마보코